# Afrotyphlops gierrai
Espèce
Synonymes
- Typhlops gierrai Mocquard, 1897
- Rhinotyphlops gierrai (Mocquard, 1897)

Statut de conservation UICN

 EN B1ab(iii) : En danger
Afrotyphlops gierrai est une espèce de serpents de la famille des Typhlopidae. 

## Répartition
Cette espèce est endémique de la Tanzanie. Elle se rencontre dans les monts Usambara, Ukaguru et Uluguru.

## Étymologie
Cette espèce est nommée en l'honneur de A. Gierra.

## Publication originale
- Mocquard, 1897 : Note sur quelques Reptiles de Tanga, don de M. Gierra. Bulletin du Muséum National d'Histoire Naturelle, Paris, vol. 3, no 4, p. 122-123 (texte intégral).